# Mongolia en los Juegos Olímpicos de Vancouver 2010
Mongolia estuvo representada en los Juegos Olímpicos de Vancouver 2010 por dos deportistas, un hombre y una mujer, que compitieron en esquí de fondo.
La portadora de la bandera en la ceremonia de apertura fue la esquiadora de fondo Erdene-Ochiryn Ochirsüren. El equipo olímpico mongol no obtuvo ninguna medalla en estos Juegos.